# Impacto da globalização sobre as mulheres na China

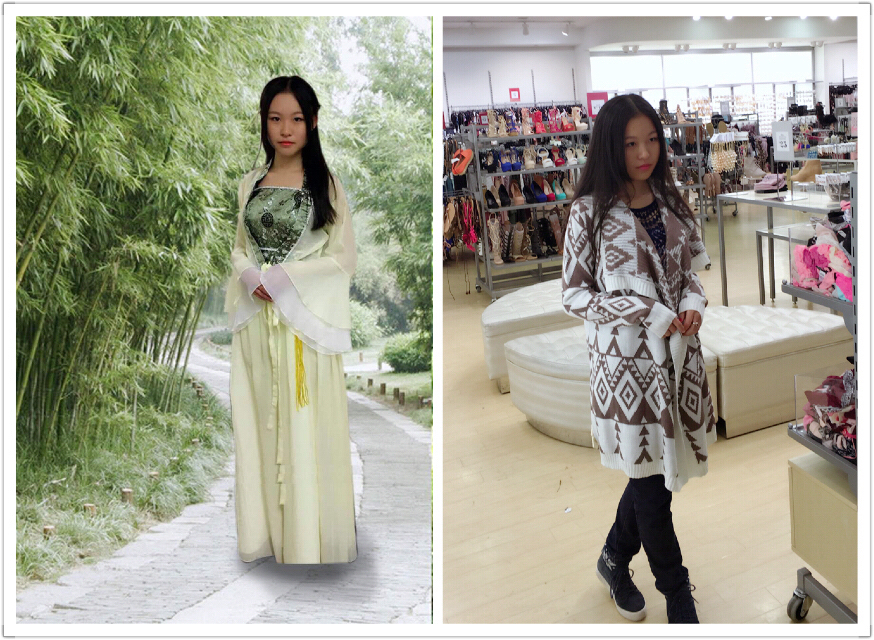
Uma mulher chinesa (à esquerda) vestida com trajes tradicionais e uma (à direita) comprando roupas modernas. O contraste demonstra que a globalização mudou a moda e a cultura das mulheres chinesas

O estudo do impacto da globalização sobre as mulheres na China examina o papel e o estatuto das mulheres chinesas em relação às mudanças políticas e culturais que ocorreram durante o século XX como consequência da globalização. O termo globalização refere-se à interacção e integração de pessoas, produtos, culturas e governos entre várias nações ao redor do globo; isto é fomentado pelo comércio, investimento e tecnologia da informação. A globalização afectou os direitos das mulheres e a hierarquia de género na China, em aspectos da vida doméstica, como casamento e primogenitura, bem como no local de trabalho. Estas mudanças alteraram a qualidade de vida e a disponibilidade de oportunidades para as mulheres em diferentes momentos do moderno processo de globalização.
A dinâmica da desigualdade de género está relacionada aos princípios ideológicos do regime político dominante. A era imperial foi dominada pelo paradigma social do confucionismo, uma filosofia difundida por todo o Oriente. Os ideais confucionistas davam ênfase à moralidade, carácter, relacionamento social e ao status quo. Confúcio pregou o conceito jen e a igualdade e educabilidade de todas as pessoas; mais tarde, neo-confucionistas e líderes imperiais impuseram as suas crenças na hierarquia social, particularmente no ambiente familiar, o que levou à opressão das mulheres. À medida que o governo chinês começou a se readaptar à comunidade global do final do século XIX ao início do século XX, o governo afastou-se dos ideais confucionistas convencionais e, consequentemente, o papel das mulheres na sociedade mudou. Depois de Mao Tsé-Tung estabelecer a República Popular da China em 1949, ocorreu uma mudança nos papéis tradicionais de género. A morte de Mao marcou o início da actual administração comunista e um influxo de comunicações internacionais nas áreas de comércio, política e ideais sociais. Desde a década de 1980, sob a nova direcção do partido comunista, o movimento pelos direitos das mulheres ganhou força e tornou-se uma questão nacional e também um sinal de modernização. Contudo, alguns repórteres afirmam que o aumento da globalização e a Nova Rota da Seda levaram a um aumento no tráfico sexual de mulheres na China.
Nas áreas rurais, as mulheres tradicionalmente trabalham com as suas famílias para produzir plantações como chá e arroz. Nas áreas urbanas, as mulheres trabalham em fábricas, morando longe de casa. A maioria dessas operárias são mulheres jovens que mandam a sua renda para as suas famílias. Para ajudar a manter os direitos das mulheres nas fábricas, sindicatos e organizações foram criados com o passar dos anos. Dentro das suas casas, as mulheres continuam a cuidar dos filhos e a desempenhar tarefas domésticas.

## Viés ocidental
Os estudos ocidentais têm historicamente disseminado ideias de subordinação e vitimização para caracterizar a feminilidade tradicional chinesa. Estas crenças foram amplamente construídas com base em agendas ideológicas e políticas e foram amplamente aceites, apesar do seu etnocentrismo. Os primeiros registos europeus relativos às mulheres chinesas foram produzidos por missionários e etnólogos no final do século XIX. O objectivo dos missionários era "civilizar a China" e destacar a fraqueza e a vitimização que proporcionava a continuação do seu trabalho. Essa crença levou os estudiosos a usar a subordinação feminina como um dos meios de validar as ideias ocidentais sobre a cultura chinesa e os princípios confucionistas.
Na década de 1970, à medida que os movimentos feministas iam-se formando, eles começaram a influenciar a literatura sobre as mulheres na China. Os estudos sobre as mulheres chinesas deste período preocupavam-se com a libertação feminina e eram simpáticos ao movimento feminista. Este sentimento influenciou amplamente os tópicos e a metodologia da pesquisa. Com esta mudança de perspectiva, o foco do discurso permaneceu na subordinação, opressão patriarcal e vitimização. Estes estudos examinaram questões como os pés de lótus e a castidade das viúvas. A literatura formulada por escritoras feministas não fez nada para dissipar o mito da mulher fraca e subserviente. Estes trabalhos forneceram um novo viés que antes não havia sido articulado. As feministas acreditavam que as mulheres chinesas eram parte de uma "feminilidade universalmente subordinada". Essa linha de pensamento ilustra a superioridade cultural inerentemente sentida pelas mulheres ocidentais. Os escritos sobre a mulher chinesa raramente levam em conta as diferenças de tempo, etnia, classe, região ou idade, preferindo descrever a condição das mulheres como um elemento estático e unitário da cultura chinesa, apesar das fronteiras políticas e geográficas que definiam as diferentes regiões, aspectos económicos e mudanças sociais ocorridas ao longo da história.

## História de opressão feminina no casamento

### Papéis tradicionais e confucionismo
Da Dinastia Han (206 a.C. - 220 d.C.) até ao período moderno (1840-1919), estudiosos e governantes desenvolveram uma sociedade patriarcal na China. O patriarcado é um sistema social e filosófico em que os homens são considerados superiores às mulheres e, portanto, os homens devem ter mais poder na tomada de decisões do que as mulheres. O confucionismo esteve na raiz do desenvolvimento da sociedade patriarcal na China e deu ênfase às distinções entre os sexos e os papeis que eles desempenham na família. Estas ideologias continuaram durante a dinastia Tang (618-907), e as meninas foram ensinadas desde cedo a serem submissas aos pais, depois aos maridos e, mais tarde, aos filhos. Durante a Dinastia Song (960-1297), os estudiosos confucionistas desenvolveram ainda mais a tradição patriarcal com mais restrições para as mulheres, incluindo o desenvolvimento dos pés de lótus para as meninas a partir de uma idade muito jovem.

### Vida de casada na China Imperial
O sistema de casamento tradicional chinês beneficiava mais os homens do que as mulheres. Esse efeito pode ser visto na monogamia, no concubinato, no divórcio e na herança da linhagem e propriedade pelos homens. Após o período das primaveras e outonos, os homens da elite podiam ter esposas primárias e secundárias, concubinas e criadas. As mulheres chinesas antigas não tinham o direito de escolher o casamento. Geralmente, o casamento tradicional chinês era organizado pelos pais do noivo e da noiva a fim de obter alianças entre as duas famílias e para garantir a continuidade da linhagem familiar. A missão principal de uma mulher casada, independentemente da sua condição social, era ter pelo menos um filho para continuar o sobrenome. Portanto, as mulheres eram valorizadas essencialmente pelas suas funções reprodutivas. Havia três tipos de casamento predominantes na China Antiga. O primeiro tipo de casamento tradicional chinês, que se originou na sociedade primitiva, foi chamado de "casamento de captura", no qual o noivo ia à casa da sua futura noiva ao anoitecer para "sequestrá-la". O segundo tipo era chamado de "casamento de compra", no qual as mulheres eram compradas pelos maridos. Depois de as mulheres serem compradas, elas tornavam-se propriedade dos seus maridos e podiam ser negociadas ou vendidas. O terceiro tipo era o "casamento arranjado", enfatizando a necessidade de controlo pelos pais e de instituições casamenteiras. Os casamenteiros agiram como intermediários para ambas as famílias. Se não houvesse um casamenteiro, o casamento poderia ser considerado inaceitável e poderia ser dissolvido. A partir do momento em que duas pessoas se casassem, a esposa deixaria a sua família, viveria com a família do marido e seria obediente aos sogros como se fossem os seus próprios pais.
Durante a Dinastia Chou, a classe alta considerava as noras mercadoria dos pais do marido, não dos maridos. Isso significava que as esposas deveriam ser subservientes aos sogros. Esperava-se que elas tivessem maneiras impecáveis, incluindo evitar tossir e espirrar na presença dos pais dos maridos. As esposas não podiam sair dos seus quartos ou aceitar presentes de parentes sem permissão. A recusa em entregar presentes aos sogros poderia resultar em abuso físico e expulsão da família. Além disso, as esposas eram obrigadas a servir os sogros, inclusive ajudando-os a tomar banho, arrumando a cama e cozinhando. As pessoas davam grande ênfase à preparação de alimentos na China Antiga. Cozinhar era uma das tarefas que mais consumia tempo para as esposas devido aos rituais tradicionais e às altas expectativas quanto ao sabor e ao apelo da comida.

### Movimento Quatro de Maio

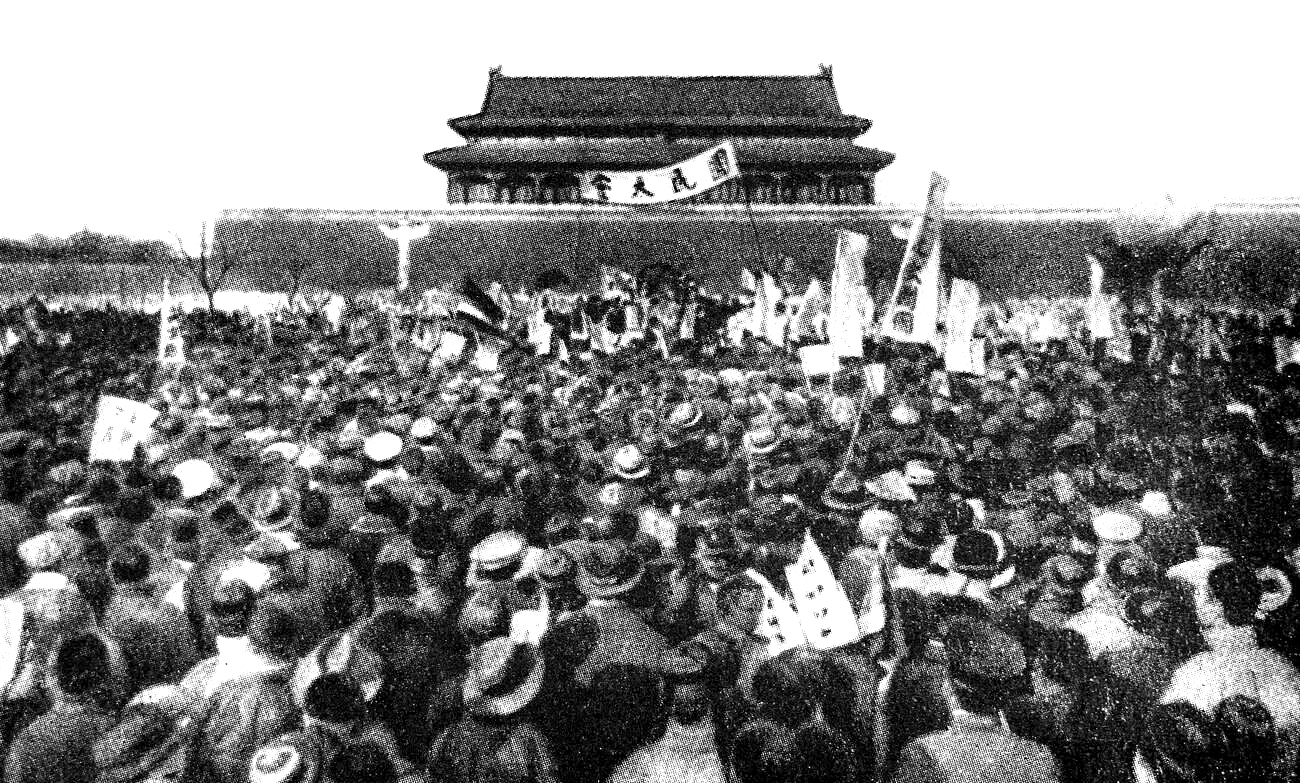
Manifestantes no Movimento Quatro de Maio

O movimento da "Nova Cultura" começou na China por volta de 1916 após as actividades mal-sucedidas da Revolução de 1911 para estabelecer um governo republicano e continuou durante a década de 1920. O Movimento Quatro de Maio, ocorrido no dia 4 de maio de 1919, foi uma manifestação liderada por estudantes da Universidade Nacional de Pequim contra o governo, na qual protestaram pela abolição do confucionismo e por mudanças no sistema tradicional de valores. Muitos acreditavam que a solução para os problemas da China seria a adopção de noções ocidentais de igualdade e democracia. Como o movimento dava ênfase aos esforços e à propaganda do grupo, as mulheres estavam envolvidas em várias tarefas colectivas, como publicação, produção de drama e arrecadação de fundos, o que as ajudava a ter mais contacto social com os homens e a ganhar respeito.

### Reformas do casamento no século XX
O casamento heterossexual monogâmico moderno chinês foi oficialmente estabelecido com a Lei do Casamento de 1950, após a fundação da República Popular da China. A Nova Lei do Casamento declarou a abolição do sistema de casamento feudal, que incluía o casamento arranjado e forçado, a superioridade masculina e o desprezo pelos interesses dos filhos. Essa lei também afirmava os direitos ao divórcio e apoiava o casamento de livre escolha. Embora tenha havido progresso, as mulheres chinesas são restringidas pelo sistema de casamento heteronormativo e hipergâmico. Actualmente, espera-se que todas as mulheres chinesas se casem com um homem de nível educacional e económico superior na casa dos vinte anos. Muitas mulheres profissionais urbanas bem-educadas e bem pagas tendem a atrasar a procura do seu parceiro e do casamento. Visto que os pais chineses geralmente não "usam mais o casamento de uma filha para construir uma rede familiar ou manter o estatuto social da família", esse casamento não é mais um casamento forçado; é uma sugestão que visa beneficiar as suas filhas.
Como resultado dessas reformas, os papeis das esposas mudaram para as mulheres rurais e urbanas. Hoje, o papel da esposa é apoiar o marido e os filhos, e não servir aos sogros. As sogras têm menos autoridade e os casais podem ter relacionamentos mais íntimos. Desde que a política do filho único foi estabelecida, as esposas urbanas têm dedicado o seu tempo a criar "o filho único perfeito", de modo a que passaram a esforçar-se mais para criar as suas próprias famílias do que servir os parentes. Apesar desse foco nas crianças, a residência patrilocal aumentou novamente no final do século XX. Os pais urbanos têm permanecido perto dos filhos para ajudá-los a encontrar empregos, moradia e serviços. As mulheres rurais também ganharam mais autonomia, incluindo a liberdade de expressar as suas opiniões e desejos. As esposas em famílias abastadas no meio rural exigem a construção de mansões para residências neolocais.

## Vida doméstica de uma mulher chinesa

### Pés de lótus

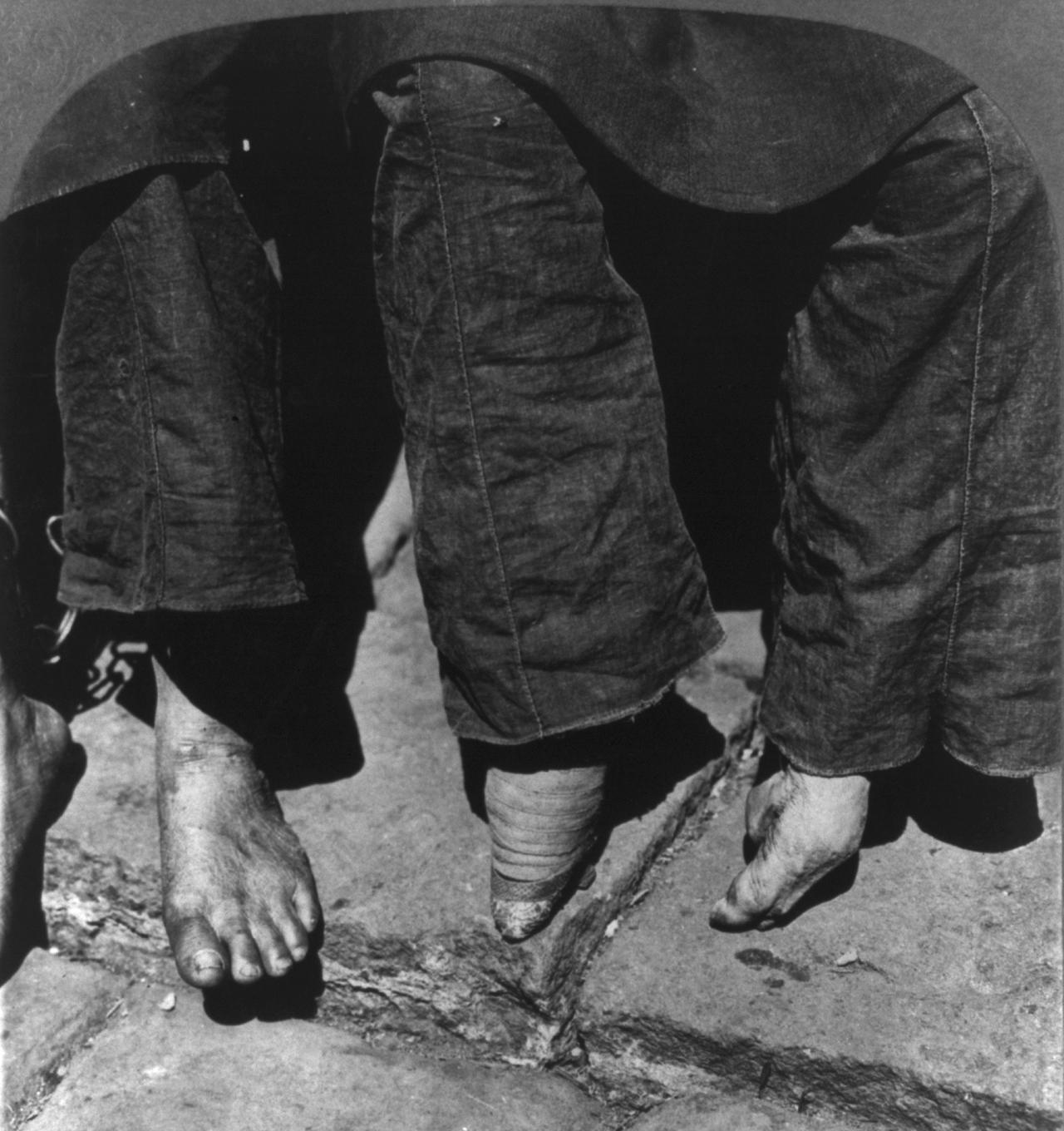
Uma comparação entre uma mulher com pés normais (à esquerda) e uma mulher com pés de lótus

Pés de lótus é o processo no qual o arco dos pés de uma mulher é quebrado e os dedos dos pés são enrolados por baixo do pé para criar um pé menor com um ângulo agudo. Esses "punhos" eram vistos como atraentes e estimulantes para os homens e a prática foi transmitida como um pré-requisito para o casamento de mãe para filha através das gerações. O processo de moldagem dos pés era doloroso e muitas vezes confinava as mulheres aos seus quartos. Poucas mulheres de classe baixa podiam ter os pés amarrados porque precisavam de ser capazes de andar normalmente para realizar o trabalho doméstico. Pés de lótus passaram a ser uma indicação de classe alta e riqueza para as mulheres. Os reformadores chineses durante o período do imperialismo reconheceram a libertação das mulheres chinesas como algo necessário para o seu próprio bem. A humilhação pela qual a China havia passado a nível internacional dirigia-se também às "mulheres" chinesas. Naturalmente, a moldagem dos pés foi reconhecida como "vergonha nacional" e as pessoas consideraram que era um problema sério e que deveria ser eliminado, promovendo campanhas anti-moldagem dos anos 1890 a 1900. Além disso, o novo governo que entrou após a revolução de 1911 proibiu a prática de moldar os pés. Assim, a prática começou a desaparecer nas áreas costeiras de 1900 a 1920. No entanto, a prática ainda era popular nas áreas do interior da China até os anos 1930 e até mesmo nos anos 1950.

### Mudanças nos costumes com base no confucionismo
No confucionismo, a família típica era patriarcal porque os homens tinham a capacidade de transmitir o nome da família e continuar a linhagem dos ancestrais; além disto, esperava-se que as mulheres fossem subservientes. A adopção de valores familiares ocidentais no século XX desafiou os valores tradicionais chineses. O nacionalismo contribuiu para as mudanças de costumes e estatuto das mulheres. A revolucionária nacionalista Qiu Jin promoveu o feminismo através de vários ensaios e discursos, bem como através do seu jornal. Nessa época, muitas outras escolas para meninas foram abertas na China. Isto levou a um aumento nas oportunidades de emprego para as mulheres na década de 1920.
Mais tarde, quando o regime comunista mudou a estrutura da sociedade chinesa através da reforma económica, a estrutura da família chinesa foi alterada. "Os Quatro Velhos " (sijiu) - velhas ideias, velhos hábitos, velhos costumes, velhas culturas - foram desencorajados e foram substituídos pela ideologia comunista, particularmente durante a Revolução Cultural. A economia passou a ser controlada totalmente do governo, passando a haver poucas chances de se possuir propriedade privada e propriedade comunal. A coletivização destruiu os sistemas "baseados em clãs" e teve um grande efeito na motivação dos trabalhadores e na lealdade familiar.
A estrutura social tradicional foi ainda mais atingida pela Revolução Cultural. Os Guardas Vermelhos colocaram membros de uma família uns contra os outros enquanto procuravam "inimigos de classe" para serem enviados para "reeducação", resultando em última análise na perda dos laços familiares. As mulheres foram elevadas ao mesmo estatuto dos homens através de uma série de leis que proibiam práticas como casamentos arranjados, concubinatos, dotes e casamento infantil. De acordo com essas leis de casamento, as mulheres gozavam de propriedade conjunta no casamento e podiam pedir o divórcio.
Como resultado da implementação do regime comunista na China, o estatuto social das mulheres melhorou. As mulheres passaram a ter autonomia para trabalhar fora de casa. O governo comunista também acabou com práticas como os pés de lótus, casamentos infantis, prostituição e casamentos arranjados. A China tem visto uma diminuição na violência doméstica devido aos programas de base apoiados pelo governo para combater estas práticas. As mulheres nas áreas rurais permanecem, em grande parte, sem educação.

### Controlo de população
Durante o período da reforma, o regime comunista na China regulamentou o controlo da natalidade. O governo moldou políticas com a intenção de desenvolver ciência populacional "através da absorção selectiva da ciência e tecnologia ocidentais". Em 1979, foi implantada a Política de Parto Planeado. O governo chinês permitiu apenas uma criança por família Han, com mais filhos permitidos para famílias não Han. Uma vez que esta política de parto planeado foi implementada com base nas leis locais, em vez de em uma lei populacional nacional, o nível de restrição de natalidade diferiu nas áreas urbanas e rurais. Em famílias que dependem da agricultura para obter renda, a família é a unidade fundamental de produção, portanto, muitas famílias rurais preferem pagar multas pesadas por excesso de nascimentos.
Em 2011, casais da cidade, ambos de famílias com um único filho, puderam ter um segundo filho, enquanto os casais nas áreas rurais poderiam ter um segundo filho se apenas um dos pais viesse de uma família com um filho. Em 2013, a nova revisão da Política de Parto Planeado permitiu que casais nos quais nenhum dos pais tivesse irmãos tivessem dois filhos. Em 2015, a China permitiu que todos os casais tivessem dois filhos, abolindo a sua política de um filho único, que já durava há décadas, para famílias urbanas.
Outra instância de controlo populacional é a prevalência do infanticídio feminino. As pessoas nas áreas rurais praticavam o infanticídio feminino e a negligência selectiva devido à preferência dos filhos pelas filhas. A partir da década de 1980, cerca de 200.000 bebés do sexo feminino seriam mortos por ano devido à preferência por crianças do sexo masculino e ao avanço de tecnologias como o ultrassom, que ajudam a descobrir o sexo do feto ainda dentro da barriga da mãe. Além do infanticídio feminino, as meninas não são registadas ou são abandonadas pelas suas famílias, o que as impede de receber educação e os benefícios legais oferecidos pelo governo. Esses métodos de controlo da população resultaram numa enorme lacuna de género na China.

## Mulheres chinesas no local de trabalho

### História da mulher trabalhadora

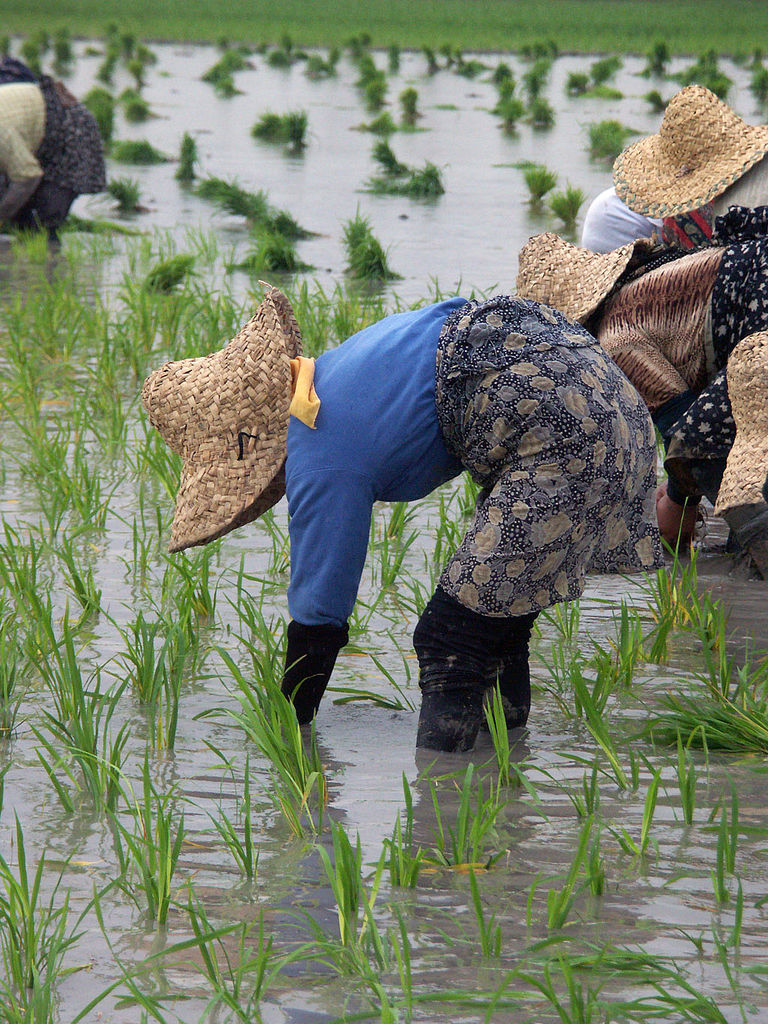
Mulheres a trabalhar em campos de arroz

Na era imperial, as mulheres experimentaram restrições físicas que limitavam as suas posições sociais. Elas tinham empregos que exigiam o mínimo de actividade física, como tarefas domésticas e produção de tecidos para vender ou usar.
Durante o governo de Mao (1949–1976), as mulheres chinesas eram necessárias pelo seu trabalho manual na agricultura e para a industrialização urbana. Para compensar o seu trabalho árduo, elas tiveram acesso à educação e à política. Assim, o governo chinês começou a apoiar a educação das mulheres. A percentagem de meninas que frequentavam a escola passou a ser de 96,2%, em comparação com menos de 20% antes da República Popular (1949). O governo chinês tem tentado diminuir o número de mulheres analfabetas enquanto promove escolas vocacionais e para adultos. O número de analfabetos caiu, de 90% em 1949 e para 32% em 1993. Nos primeiros 30 anos do regime comunista, a discriminação das mulheres diminuía, contudo elas continuavam a não ter empregos que lhes garantisse um verdadeiro poder de decisão.
O governo chinês tem feito grandes esforços para alcançar um alto nível de estatuto económico para as mulheres. Desde 1949, com a fundação da República Popular, a taxa de mulheres empregadas aumentou. As mulheres chinesas representam 44% da força de trabalho e 34,5% representam a força de trabalho feminina no mundo.

### Áreas rurais
O principal papel das mulheres na agricultura é manter a propriedade das principais fontes de produção nas áreas rurais. Na China tradicional, as mulheres não tinham permissão para possuir terras ou propriedades. A terra era herdada pelos filhos e, se não houvesse filho na família, era tomada por um parente próximo do sexo masculino. Em áreas menos povoadas, as mulheres fazem mais trabalho agrícola do que os homens devido ao cultivo itinerante. Em áreas mais populosas, os homens trabalham mais do que as mulheres porque o cultivo extensivo com arado era usado. Na área de cultivo duplo, o envolvimento feminino é elevado. Outros tipos de trabalho que as mulheres executam no campo incluem criação de porcos e aves, fiação, tecelagem, cestaria e outros artesanatos. Este tipo de trabalho complementa a renda agrícola.

### Áreas urbanas
As políticas económicas da China estabeleceram a base para o impulso da industrialização no desenvolvimento orientado para a exportação e na sua confiança na manufactura de baixos salários para produzir bens de consumo para o mercado mundial. Muitas mulheres jovens migrantes deixaram as suas casas em ambientes rurais para trabalharem em áreas industriais urbanas. Este trabalho inseria-se na industrialização orientada para a exportação, manufatura de componentes e equipamentos electrónicos e montagem de brinquedos, costura na produção de roupas, e montagem mista e costura na indústria do calçado. Hong Kong e Shenzhen foram cidades que se estabeleceram como centros de industrialização orientada para a exportação, e as trabalhadoras migrantes vieram a representar 70% dos três milhões de habitantes de Shenzhen.
Os empregadores do sector privado continuam relutantes em contratar mulheres porque a lei chinesa exige que o empregador cubra os custos da licença de maternidade e do parto. No entanto, determinados sectores preferem trabalhadoras devido aos benefícios assumidos. Por exemplo, a economia da beleza, que é definida como "um mercado no qual mulheres jovens e atraentes são usadas para promover produtos e serviços comerciais", inclui o sector de vendas. O desenvolvimento da indústria de vendas aumentou as oportunidades de emprego para as mulheres, mas as mulheres também passam por várias restrições nas profissões de género.

#### Razões para o trabalho migrante

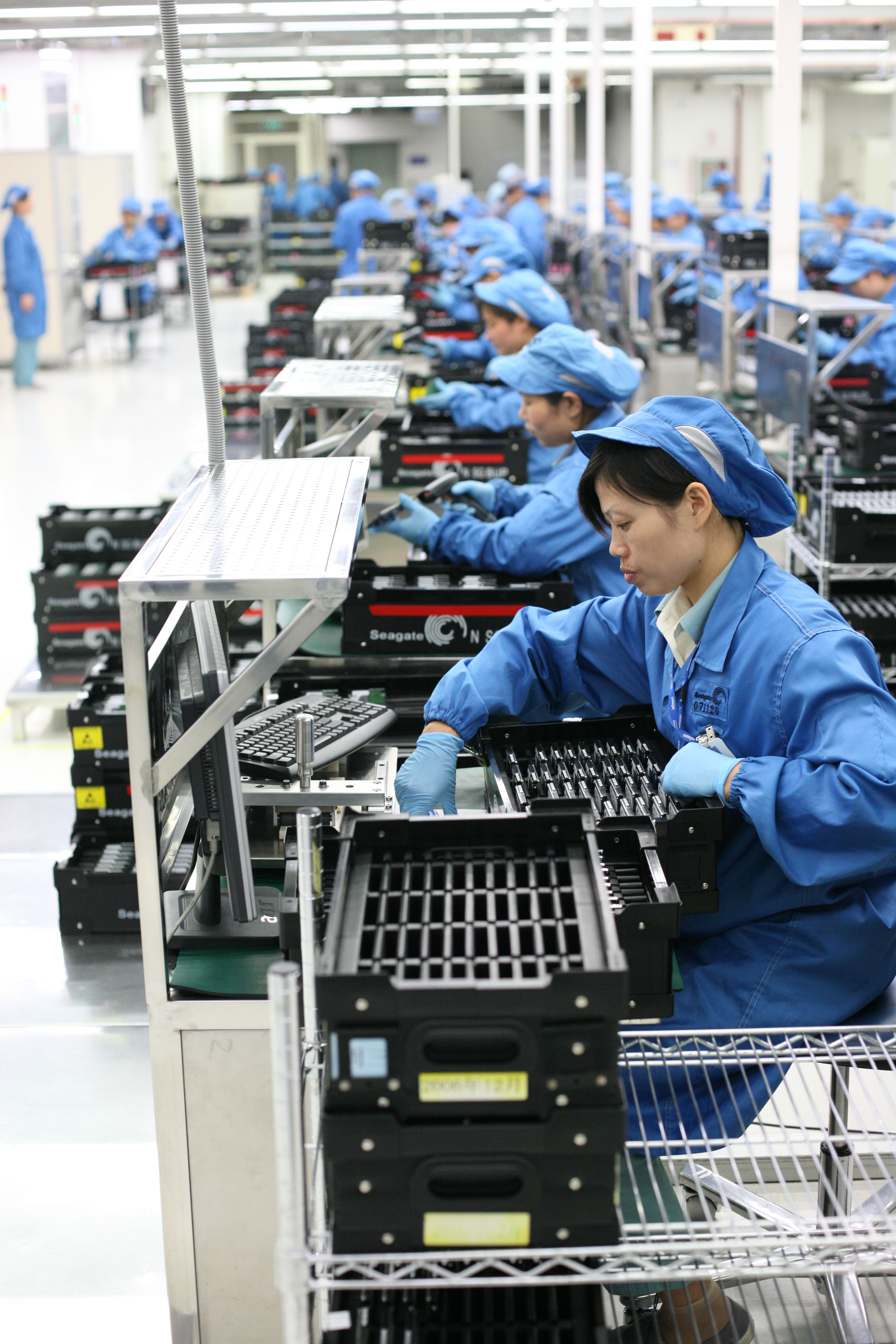
Funcionárias realizando o teste final e o controlo de qualidade antes de enviar unidades para os clientes, trabalhando nas suas linhas de notebooks de 2,5 polegadas.

Um fenómeno recente, a migração de trabalhadores rurais chineses para as áreas urbanas começou em 1984, quando o Regulamento de Registo de Residência Permanente tornou-se menos punitivo e permitiu que as pessoas se mudassem para encontrar emprego. As pessoas deixaram as áreas rurais para fugir à pobreza e as mulheres partiram devido à falta de oportunidades locais. Nas cidades, as mulheres podiam encontrar novos empregos em fábricas com baixos salários, que não exigiam trabalhadores altamente qualificados. De acordo com estatísticas nacionais, a proporção de trabalhadores migrantes do sexo masculino e feminino é em média de 2:1, e cerca de 30-40 milhões de mulheres migrantes trabalham nas cidades, nomeadamente Hong Kong e Shenzhen.
No distrito de Nanshan, em Shenzhen, as mulheres representavam 80% da força de trabalho e tinham uma idade média de 23 anos. As mulheres mais jovens são alvo de preferência em relação às mulheres ou homens mais velhos por vários motivos. Em primeiro lugar, como as mulheres casadas têm menos mobilidade, as trabalhadoras migrantes são mais jovens e têm maior probabilidade de serem solteiras do que os homens. Mulheres rurais jovens são preferidas para esses empregos principalmente porque têm menos probabilidade de engravidar e são capazes e dispostas a aguentar mais horas de trabalho, têm "dedos ágeis" e têm menos experiência em exigir os seus direitos legais. Em muitos casos, as mulheres migrantes assinam contratos declarando que não engravidarão durante o período de trabalho."
No interesse da família, as mulheres rurais são enviadas para encontrar empregos urbanos em vez dos homens, principalmente para complementar a renda familiar em casa e para sustentar os homens, que têm maior probabilidade de frequentar a faculdade. O padrão de educação masculino na China é mais alto, especialmente quando a família está sob stress financeiro, sendo que as mulheres têm maior probabilidade de abandonar a escola para gerar renda para a família. Como as mulheres têm menor impacto na estabilidade financeira da família a longo prazo, os seus direitos para o desenvolvimento de oportunidades são, consequentemente, desiguais. Essa desigualdade também reforça as motivações para a migração. Muitas mulheres migram para encontrar realização pessoal. Os estereótipos na China, que se desenvolveram como resultado da globalização, retratam as mulheres rurais como "atrasadas" e as mulheres urbanas como "modernas". Muitas pessoas associam modernidade com maturidade, então as mulheres rurais migram para as cidades para serem vistas como maduras. As mulheres migrantes também apreciam o conhecimento que obtêm (incluindo consciência política e autoconsciência) enquanto vivem nas cidades. Algumas mulheres até relatam o desejo de deixar as aldeias por causa do tédio da vida rural. As ideias perpetuadas devido à globalização aumentaram simultaneamente as intenções das mulheres de se tornarem independentes; muitos trabalhadores migrantes desejam uma vida separada das suas famílias”.
Este novo sistema permitiu que os residentes rurais migrassem, mas não lhes permitiu mudar de residência ou aceitar quaisquer benefícios nas cidades. Isto resultou numa população crescente de trabalhadores migrantes sem os benefícios mínimos de residência, incluindo assistência médica, moradia ou educação. Muitas mulheres migrantes não confiam no governo para proteger os seus direitos. Dados recentes demonstram que até 90% dos migrantes trabalham sem contrato, violando a lei trabalhista chinesa.

#### Degradação
A liberdade de exibir feminilidade e igualdade de género parece incompatível na sociedade chinesa. A igualdade de género parecia prevalecer apenas quando as mulheres estavam restritas à dessexualização na era Mao. A abertura da política garante a liberdade das mulheres para a resexualização, mas simultaneamente traz de volta a desigualdade de género.
As operárias são conhecidas como "dagongmei" (meninas trabalhadoras); são tradicionalmente mulheres jovens migrantes que vivenciam um mercado de trabalho segmentado em sectores de empregos informais e de baixa remuneração. As trabalhadoras das fábricas voltadas para a exportação recebem salário mínimo e horas extras, pagam refeições e hospedagem na fábrica e multas por quebrar as regras da fábrica. O salário médio diário, para uma jornada de 12 horas numa fábrica de brinquedos em meados da década de 1990, era de 1,10 dólares para trabalhadoras migrantes em Shenzhen. Embora os trabalhadores migrantes na China ainda ganhem salários baixos, a sua renda média aumentou nos últimos anos. Em 2008, a renda média diária dos trabalhadores migrantes na China era equivalente a 6,48 dólares. Em 2014, a renda média diária foi equivalente a 13,86 dólares.
Estas condições criam "apropriação máxima do excedente"; a vida diária dos trabalhadores gira em torno da produção da fábrica e depende das condições económicas. O Estado proíbe a sindicalização local e tem a Federação de Sindicatos de Toda a China (ACFTU) como o meio legítimo de representação dos trabalhadores. Sem o direito de formar sindicatos e com a ACFTU sancionada pelo Estado, as trabalhadoras migrantes têm dificuldade em obter direitos e tratamento adequados da administração da fábrica. As estatísticas de 2003 da Universidade do Povo mostram que 90% dos migrantes trabalham sem contrato, violando directamente a Lei do Trabalho chinesa. De acordo com a ACFTU, aos trabalhadores migrantes são devidos mais de 100 biliões de yuan em salários atrasados.
As organizações têm vindo a tentar ajudar e empoderar as trabalhadoras migrantes através da formação e educação sobre os seus direitos enquanto trabalhadoras. Entidades jurídicas começaram a ajudar as mulheres migrantes a entrar com acções contra os empregadores e agências de trabalho locais. Um caso de exploração de trabalhadoras femininas na fábrica de roupas Hua Yi em Pequim resultou em maus-tratos por parte da gerência e também em retenção de pagamento de, pelo menos, 24 mulheres. Depois de apresentarem queixas, em colaboração com o Centro de Estudos de Direito da Mulher e Serviços Jurídicos da Universidade de Pequim, as mulheres receberam 170.000 yuan em salários atrasados e compensação.
As relações entre trabalhadoras e empregadores representam tanto a necessidade imediata de fábricas para grandes quantidades de trabalhadoras de baixa renda, quanto as inseguranças que as jovens trabalhadoras enfrentam ao se mudarem para locais distantes em dormitórios de fábricas. A contratação de jovens solteiras atende às necessidades de gerenciamento. O emprego de mulheres jovens permite que a administração exiba o máximo de controlo e autoridade sobre a força de trabalho. Comparadas às mulheres mais velhas e aos trabalhadores do sexo masculino, as jovens solteiras são susceptíveis à autoridade e às demandas da administração. A manipulação comum da "fábrica como família" por proprietários e gerentes sugere como as trabalhadoras detêm um estatuto subliminar no ambiente fabril. Relações de poder desiguais dentro da fábrica resultam em demandas da gerência por serviços pessoais por parte das trabalhadoras, que vão de lavagem de cabelo a sexo.